# Hyperbolische Mannigfaltigkeit
In der Mathematik sind hyperbolische Mannigfaltigkeiten Riemannsche Mannigfaltigkeiten mit konstanter negativer Schnittkrümmung. Sie spielen eine wichtige Rolle in der niedrig-dimensionalen Topologie, insbesondere in Thurstons Geometrisierungsprogramm.

## Definition
Eine hyperbolische Mannigfaltigkeit {\displaystyle M} ist eine vollständige Riemannsche Mannigfaltigkeit mit Schnittkrümmung konstant {\displaystyle -1}. (Eine Riemannsche Metrik mit Schnittkrümmung konstant {\displaystyle -1} heißt hyperbolische Metrik. Eine hyperbolische Mannigfaltigkeit ist also eine Mannigfaltigkeit mit einer vollständigen hyperbolischen Metrik.)
Äquivalente Definition 1: Eine hyperbolische Mannigfaltigkeit ist eine Riemannsche Mannigfaltigkeit, deren universelle Überlagerung isometrisch zum hyperbolischen Raum ist.
Äquivalente Definition 2: Eine hyperbolische Mannigfaltigkeit ist eine Riemannsche Mannigfaltigkeit {\displaystyle M} der Form {\displaystyle \Gamma \backslash \mathbb {H} ^{n}}, wobei {\displaystyle \mathbb {H} ^{n}} der hyperbolische Raum und {\displaystyle \Gamma \subset \operatorname {Isom} (\mathbb {H} ^{n})} eine diskrete Untergruppe der Gruppe der Isometrien des hyperbolischen Raumes ist.

### Hyperbolische Monodromie
Weil der hyperbolische Raum zusammenziehbar ist, muss die in Definition 2 verwendete Gruppe {\displaystyle \Gamma } isomorph zur Fundamentalgruppe {\displaystyle \pi _{1}M} sein. Die sich aus Definition 2 ergebende Darstellung {\displaystyle \rho \colon \pi _{1}M\to \operatorname {Isom} ({\mathbb {H} }^{n})=O_{0}(n,1)} wird auch als Monodromiedarstellung oder hyperbolische Monodromie bezeichnet.
Im Fall orientierbarer Mannigfaltigkeiten bildet die Monodromiedarstellung nach {\displaystyle \operatorname {Isom} ^{+}(H^{n})=SO_{0}(n,1)} ab.